# Frontière entre la Biélorussie et l'Ukraine
La frontière entre la Biélorussie et l'Ukraine est la frontière séparant la Biélorussie et l'Ukraine. Elle a été délimitée par un traité en 1997 mais la ratification de ce tracé ne devrait être votée par le Parlement biélorusse que le 2 avril 2010.

## Historique
La frontière d'État moderne existe depuis septembre 1939, c'est-à-dire depuis l'annexion (en) annexion de la Biélorussie occidentale à la RSS de Biélorussie (RSSB) et de l'Ukraine occidentale à la RSS d'Ukraine (RSSU).

Annexion soviétique de la Galicie orientale et de la Volhynie pendant la Seconde Guerre mondiale

La frontière a toutefois des racines historiques, car la division entre le Grand-duché de Lituanie et le Royaume de Pologne selon l'Union de Lublin s'est déroulée à peu près de la même manière. Après les partitions de la République des Deux Nations, les frontières des provinces de Grodno et de Minsk d'une part et des provinces de Volhynie et de Kiev d'autre part avaient une apparence similaire.
Dans la première moitié du XXe siècle, à l'ouest, des frontières similaires séparaient les voïvodies de Polésie et de Volhynie de la République polonaise de l'entre-deux-guerres, et à l'est, les républiques soviétiques de la RSSB et de la RSSU.
Pour la première fois, la frontière entre les républiques soviétiques a été reconnue par le traité entre la RSS d’Ukraine et la RSSS du 12 décembre 1990.
Le statut de frontière d'État avec l'Ukraine a été accordé par la résolution de la Verkhovna Rada de Biélorussie du 11 juin 1993, mais il existe un traité international entre la Biélorussie et l'Ukraine, dans lequel ils reconnaissent mutuellement les anciennes frontières de la RSSB et de la RSSU, reconnues en 1990.
Actuellement, la frontière ukraino-biélorusse est réglementée par le traité entre la Biélorussie et l'Ukraine sur l'amitié, le bon voisinage et la coopération du 17 juin 1995. Le traité sur la frontière nationale entre la Biélorussie et l’Ukraine du 12 mai 1997 a été ratifié par la Verkhovna Rada Oukraïny de la même année, et le 6 avril 2010 par la Chambre des représentants de l’Assemblée nationale de la République de Biélorussie. Le 7 mai 2010, le président de la Biélorussie, Alexandre Loukachenko, a signé la loi sur la ratification du traité entre l'Ukraine et la République de Biélorussie sur la frontière nationale. Le traité est entré en vigueur le 18 juin 2013, lorsque les parties ont échangé leurs instruments de ratification à Kiev, où le protocole pertinent a été signé.

## Passages

### Points de passages routiers
Il existe de nombreux points de passages routiers traversant la frontière. En 2023, seul le point frontière Mokrany - Domanove est ouvert, mais réservé aux Ukrainiens revenant de Biélorussie, et traversant comme piéton. Le tableau ci-dessous reprend ceux concernant les routes européennes, de l'ouest vers l'est. 
| Route Européenne | Route de Biélorussie | Villes desservies | Point de passage      | Villes desservies    | Route d'Ukraine |
| ---------------- | -------------------- | ----------------- | --------------------- | -------------------- | --------------- |
| E 85             |                      | Slonim - Kobryn   | Mokrany -Domanove     | Loutsk - Tchernivtsi |                 |
| E 95             |                      | Homiel            | Novi Yarylovychi (de) | Kiev - Odessa        |                 |

### Points de passages ferroviaires
Il existe cinq points de passages ferroviaires traversant la frontière. Toutes les lignes sont à voie à écartement russe. Pour certains tronçons, en raison de l'invasion de l'Ukraine par la Russie de 2022, le trafic est réduit voire interrompu. Le tableau ci-dessous les reprend.
| Code UIC | Ligne de Biélorussie                    | Gare de Biélorussie    | Ligne d'Ukraine                     | Gare d'Ukraine            | Remarques                   |
| -------- | --------------------------------------- | ---------------------- | ----------------------------------- | ------------------------- | --------------------------- |
| 1120     | Ligne de Brest à Kovel                  | Gare de Malaryta (pl)  | Ligne de Brest à Kovel              | Zabolottia                | Voie unique non électrifiée |
| 1121     | Ligne de Buhlichi à Louninets (pl)      | Gare de Goryn (pl)     | Ligne de Sarny à Udrick (pl)        | Gare d'Udrick (ru)        | Voie unique non électrifiée |
| 1122     | Ligne de Kalinkavitchy à Slovechno (pl) | Gare de Slovechno (pl) | ligne de Berejest à Ovroutch        | Berejest (uk)             | Double voie non électrifiée |
| 1123     | Ligne de Navabielicki à Kravcovka (pl)  | Gare de Teriukha (pl)  | Ligne de Gornostaevkak à Tchernihiv | Gare de Gornostaevka (pl) | Voie unique non électrifiée |
| 1124     | Ligne de Bakhmatch à Homiel             | Gare de Terehovka (pl) | Ligne de Bakhmatch à Homiel         | Gare de Horobichi (pl)    | Double voie non électrifiée |

De plus, la  Ligne de Semihody à Tchernihiv (pl) traverse le territoire de Biélorussie de part en part sur une vingtaine de kilomètres. Elle est entièrement gérée par les chemins de fer ukrainiens. Elle est à voie unique, électrifiée en 25 kV.